# Cachan
Cachan egy 28 404 lelket számláló város Franciaország Île-de-France régiójának Val-de-Marne (94) nevű megyéjében, Párizstól kevesebb mint 2 kilométerre. Vele szomszédos települések, az óramutató járása szerint, északról indulva: Arcueil, Villejuif, L’Haÿ-les-Roses, Bourg-la-Reine (92), Bagneux (92). Lakosainak száma 30 526 fő (2022. január 1.).
Itt található két ismert grande école: az École normale supérieure de Cachan (a 4 ENS egyike), illetve a Léon Eyrolles által alapított École spéciale des travaux publics, du bâtiment et de l’industrie (ESTP).

## Népesség
| Lakosok száma | 29 462 | 30 433 | 30 524 | 31 069 | 30 884 | 30 440 | 30 214 | 30 592 | 30 526 |
|               | 2013   | 2015   | 2016   | 2017   | 2018   | 2019   | 2020   | 2021   | 2022   |